# 马路镇 (岑溪市)
马路镇，是中华人民共和国广西壮族自治区梧州市岑溪市下辖的一个乡镇级行政单位。

## 行政区划
马路镇下辖以下地区：
马路社区、昙容社区、善村、福塘村、义垌村、中林村、车垌村、水平村、和平村、伏六村、岭腰村、荔王村、六新村、五星村、永固村、上双村、大和村、昙雅村、大垌村和旺庆村。